# 物资维护组织
物资维护组织（英語：Organisation for the Maintenance of Supplies，简称）是1925年一个成立的英国右翼运动，目的是在发生大罢工时提供志愿者。1926年大罢工期间，OMS被政府接管，用于提供运输和通信等重要服务。